# Pfarrkirche Stein im Jauntal

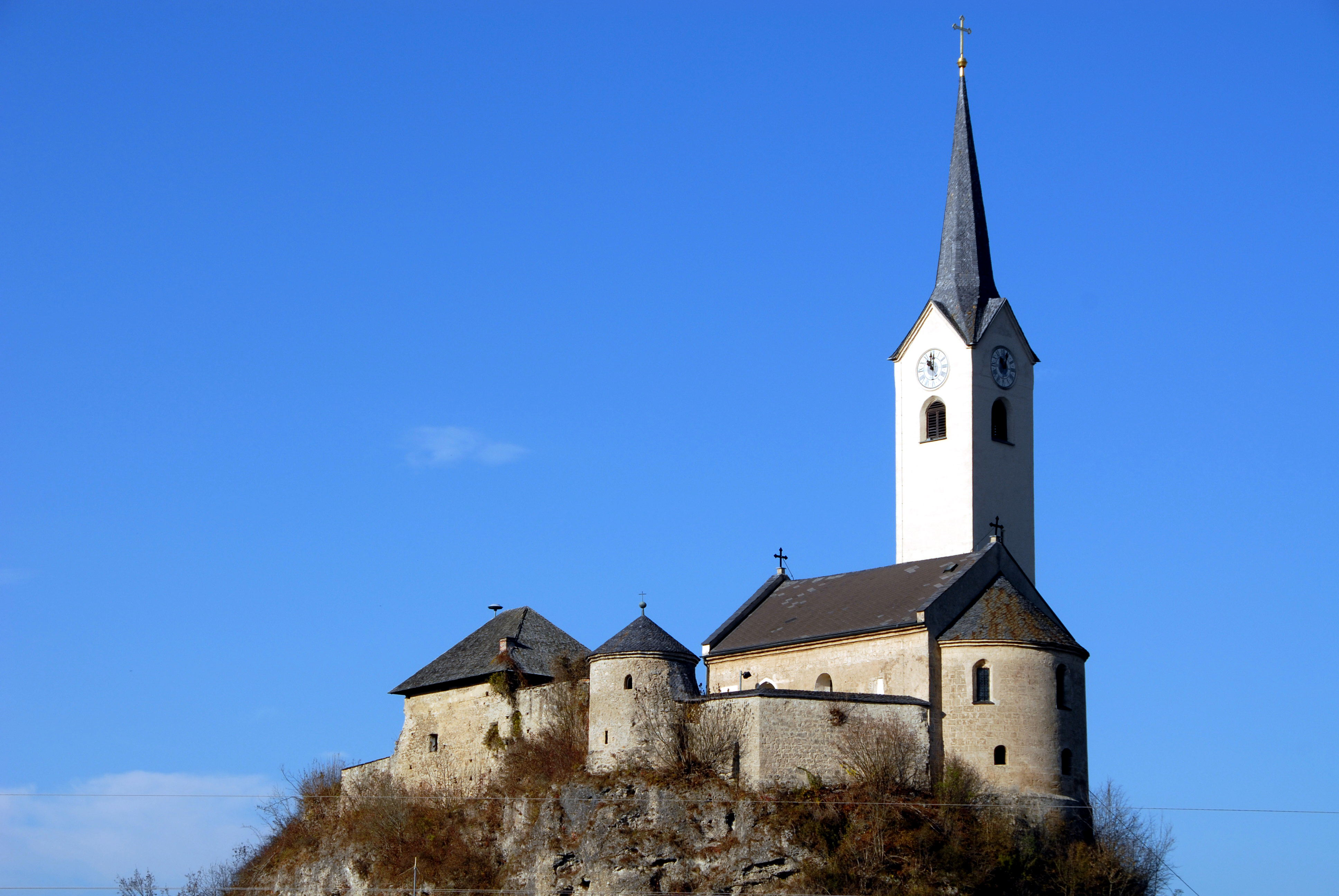
Südansicht

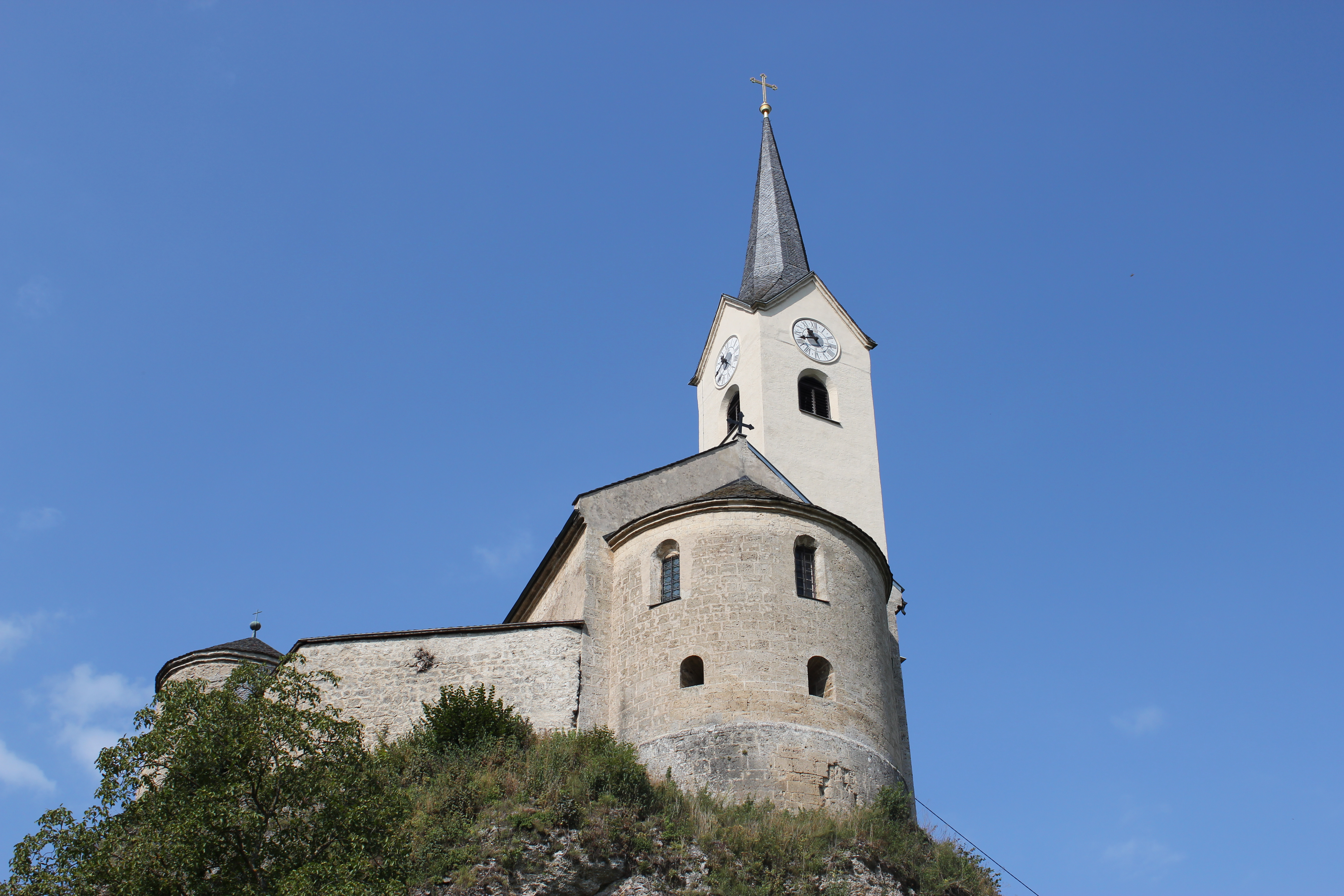
Ostansicht

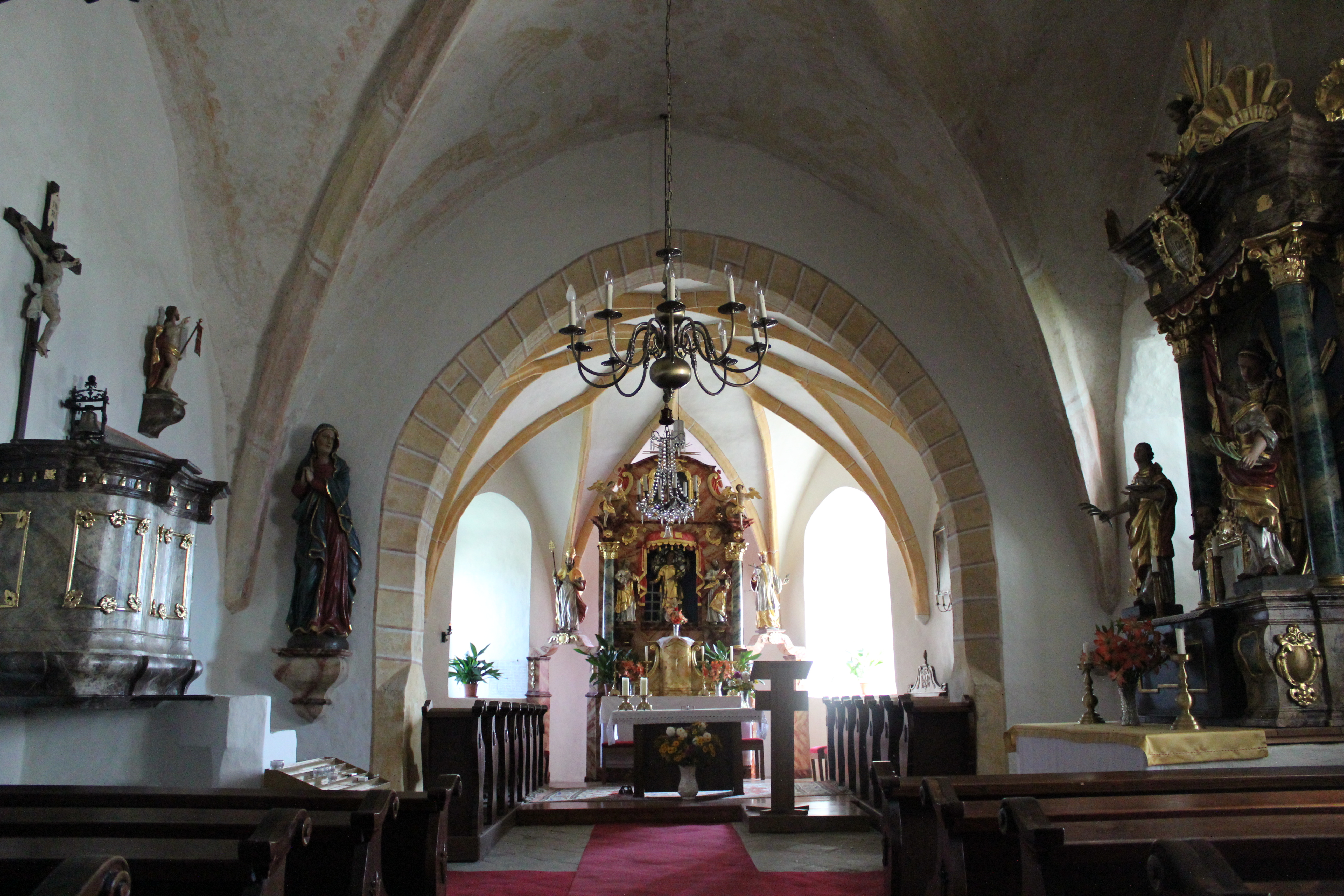
Innenansicht

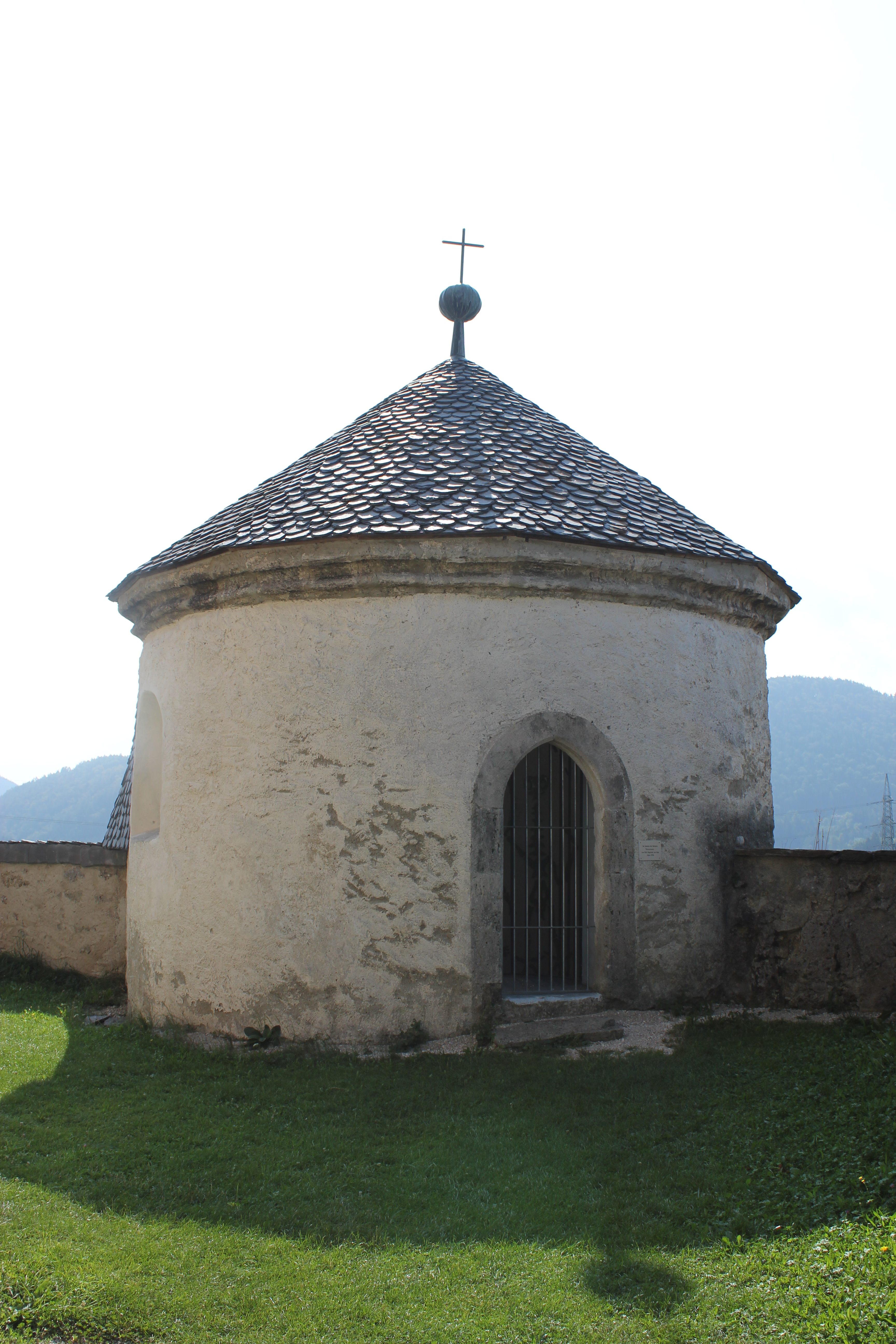
Karner

Die römisch-katholische Pfarrkirche Stein im Jauntal in der Gemeinde Sankt Kanzian am Klopeiner See ist dem heiligen Laurentius geweiht. Sie thront mit den Resten einer Burg eindrucksvoll auf einem Felsen über dem Dorf. Am ersten Sonntag im Februar wird vom Balkon des Mesnerhauses der Brauch des „Striezelwerfens“ durchgeführt. Die Kirche steht unter Denkmalschutz (Listeneintrag).

## Geschichte
Die Kirche hat sich aus der ehemaligen Burgkapelle einer Anlage aus dem 12. oder 13. Jahrhundert entwickelt. Im Zuge der Auseinandersetzungen zwischen Kaiser Friedrich III. und den Grafen von Görz um das Erbe der Grafen von Cilli wurde die Burg 1458 zerstört und nach 1514 teilweise wieder erneuert. Die Burg war bis zum Anfang des 18. Jahrhunderts bewohnt. 1780 wurde sie zum Großteil abgetragen.
1228 soll sich bei einer Messe ein Blutwunder ereignet haben. Stein war ursprünglich eine Filiale von St. Kanzian und damit seit 1106 dem Stift Eberndorf unterstellt. 1240 ist Stein erstmals als eigene Pfarre nachweisbar dem Patriarchen von Aquileja zugewiesen.

## Kirchenbau
Die Außenmauern des Langhauses und die Rundapsis aus Tuffstein stammen von der romanischen Kirche. In gotischer Zeit wurden innen die Mauern bis zu zweieinhalb Meter verstärkt. Das Traufgesims ist gotisch. Der schlanke spätgotische Nordturm wurde 1511 als Wehrturm mit Schießscharten errichtet. Der Spitzgiebelhelm des Turmes stammt aus neuerer Zeit. Um 1855 hatte Markus Pernhart die Kirche noch mit einem Zwiebelhelm dargestellt. Auf einem Stich von Valvasors 1688 ist die Kirche mit einem Spitzhelm zu sehen. Der westliche Portalvorbau wurde im 19. Jahrhundert hinzugefügt. In der südlichen Außenmauer ist ein Seitenpilaster eines römerzeitlichen Grabbaus mit Akanthusrankenmotiv eingemauert.
Im Inneren verbindet ein eingezogener, gotischer Triumphbogen das einjochige, quadratische Langhaus mit dem einjochigen Chor. Das Langhaus hat ein frühgotisches Kreuzrippengewölbe, der Chor mit Fünfachtelschluss ein spätgotisches Netzrippengewölbe auf Konsolen. Das Polygon des Gewölbes ist in die Rundapsis eingefügt. Ein spätgotisches Portal führt in die Sakristei im Turmerdgeschoß. Unter dem Chor befindet sich eine Krypta mit einem romanischen Gratgewölbe auf vier spätgotischen Rundpfeilern aus der ersten Hälfte des 16. Jahrhunderts.

### Wandmalereien
Die Reste der qualitätvollen Wandmalereien aus der zweiten Hälfte des 13. Jahrhunderts an der Nordwand der Krypta zeigen stehende Heilige. An der Langhaussüdwand ist rechts des kleinen Rundfensters die Flucht nach Ägypten zu sehen, die Malereien links vom Fester sind nicht mehr erkennbar. Die Fresken im Gewölbe aus der Mitte des 14. Jahrhunderts stellen Majestas Domini, Marien-Majestas, einen Gnadenstuhl mit Evangelistensymbolen sowie Christus als Weltenrichter dar.

### Einrichtung
Der neobarocke Hochaltar mit Opfergangsportalen entstand 1864. Im Schrein steht die Statue des heiligen Laurentius, flankiert von den Aposteln Petrus und Paulus. Auf den Opfergangsportalen stehen Figuren der Heiligen Gregor der Große links und Johannes Nepomuk rechts. Das Aufsatzgemälde zeigt Maria mit Kind.
Der Seitenaltar wurde 1770 gefertigt. Den Mittelpunkt bildet eine Figurengruppe mit der seligen Hildegard von Stein und einem knienden Bettler. Im Sockel des Aufsatzes ruhen Gebeine als Reliquien der Heiligen. Daneben stehen die Statuen der Heiligen Agatha und Dorothea. An der Mensa des Altars ist eine Grabinschrift für den Sklaven Pussio, für Tertia und Boniata zu sehen.
Die Kanzel aus dem dritten Viertel des 18. Jahrhunderts wurde 1772 gefasst.

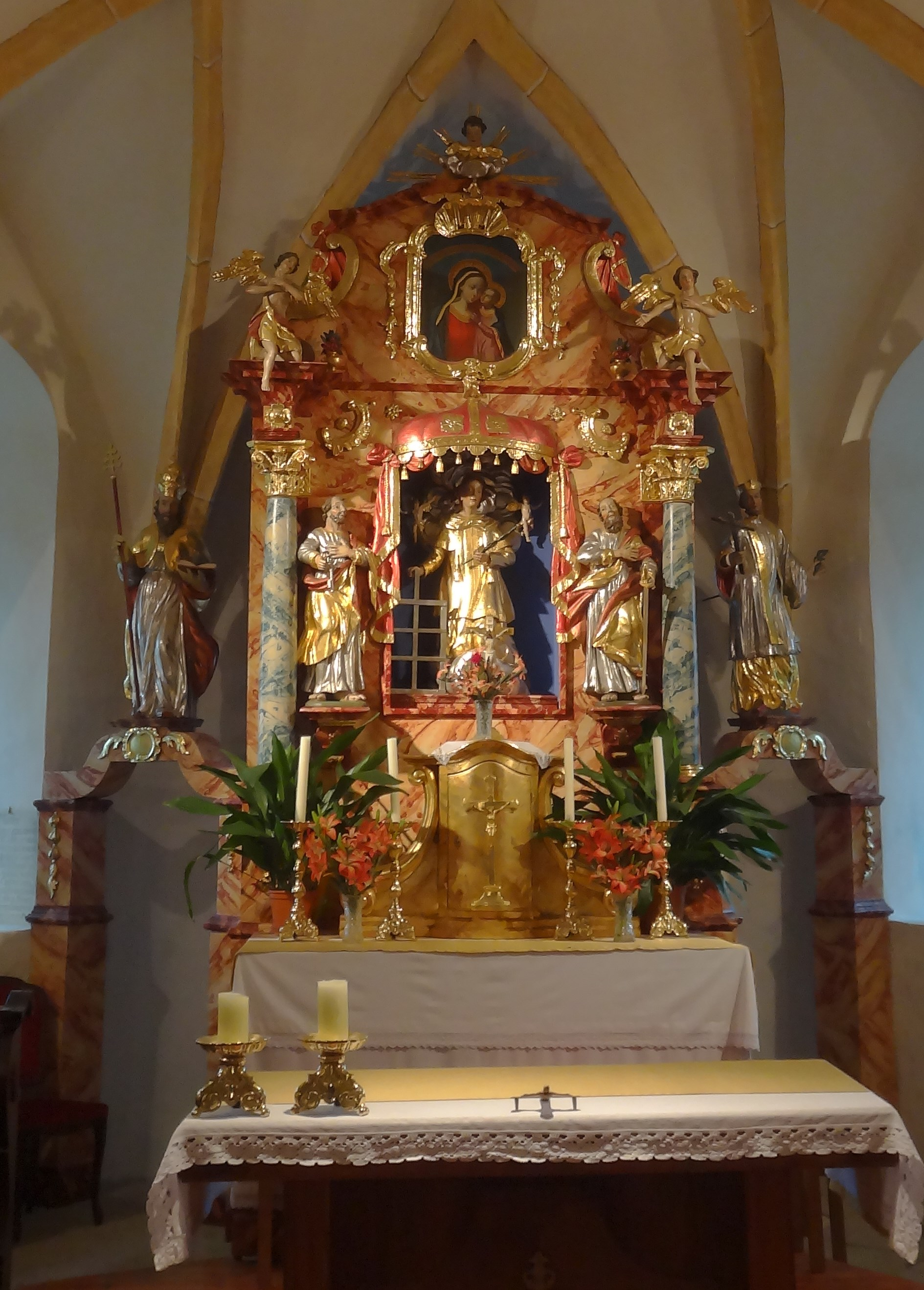
Der Hochaltar
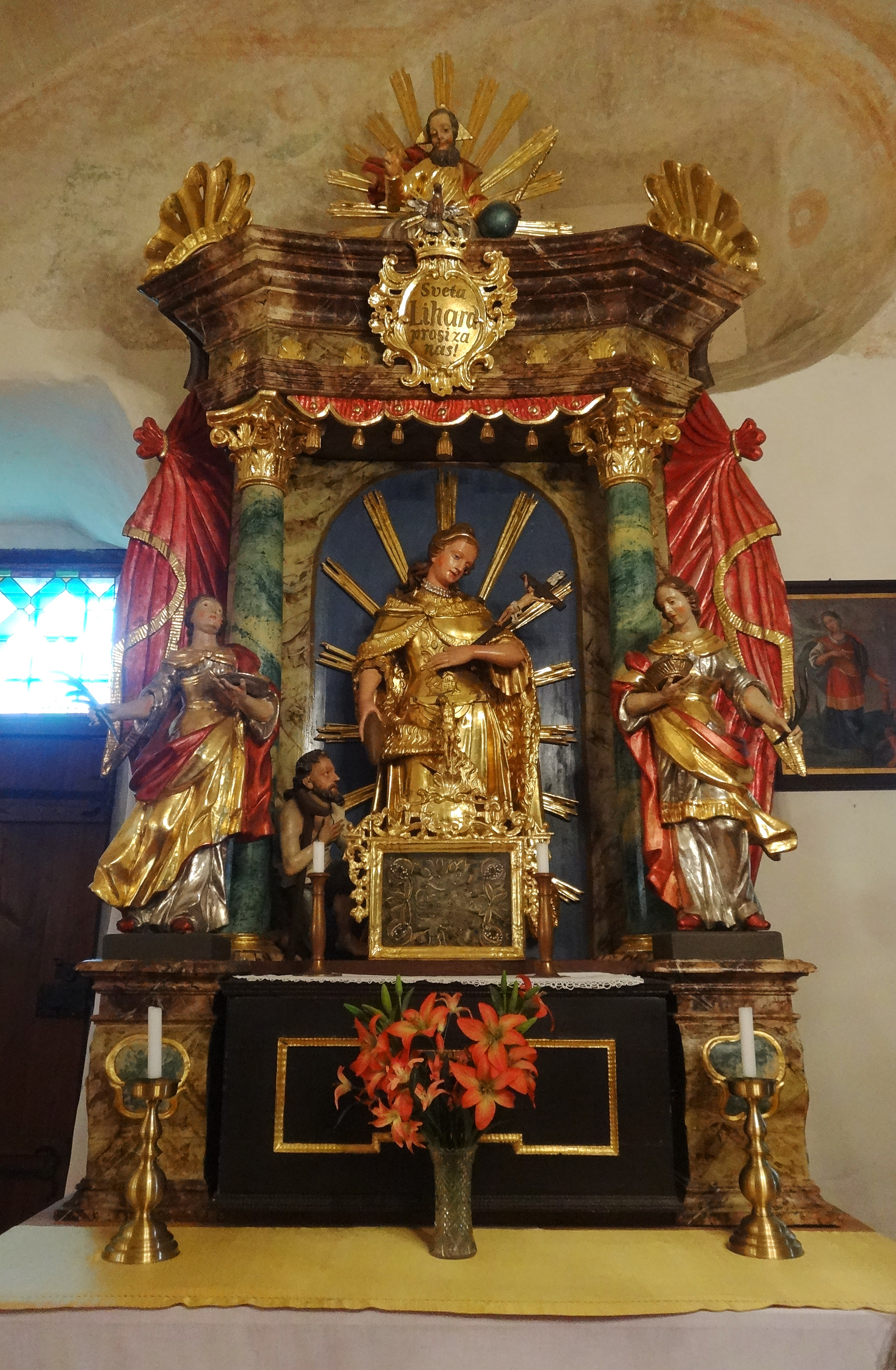
Der Hildegard-Altar

## Karner
Der Karner ist ein im Kern romanischer Rundbau mit gotischem Traufgesims und einem flachen Kegeldach, das mit Steinplattln gedeckt ist. Der Innenraum wurde 1996 mit einem Totentanz von Kiki Kogelnik neu gestaltet.